# Departamento Capital (Tucumán)
Das Departamento Capital liegt im Zentrum der Provínz Tucumán im Nordwesten Argentiniens und ist eine von 17 Verwaltungseinheiten der Provinz. 
Es grenzt im Norden an das Departamento Tafí Viejo, im Osten an das Departamento Cruz Alta, im Süden an das Departamento Lules und im Westen an das Departamento Yerba Buena. 
Die Hauptstadt des Departamento, San Miguel de Tucumán, ist gleichzeitig Hauptstadt der Provinz Tucumán.

## Bevölkerung
Laut letzter Volkszählung hatte das Departamento Capital 527.607 Einwohner (INDEC, 2001). Nach Schätzungen des INDEC aus dem Jahre 2005 ist die Bevölkerung auf 576.700 Einwohner angestiegen.

## Städte und Gemeinden
Das Departamento Capital besteht nur aus einer einzigen Gemeinde, der Provinzhauptstadt
- San Miguel de Tucumán.

Koordinaten: 26° 50′ S, 65° 12′ W